# Visuals
Visions is het zevende studioalbum van de Deense muziekgroep Mew. Het is het eerste muziekalbum van die band zonder Bo Madsen, een van de oprichters van de band. De titel Visuals verwijst naar het nieuwe systeem van opnemen dat de band bij dit album gebruikte. De leden legden indrukken tijdens hun tournees vast, zetten op hotelkamers etc. demo’s in elkaar en werkten die verder uit in de geluidsstudio’s May Worlds Mansion, Grapehouse Studios en MadSound Studios. Eerdere albums werden geheel in de geluidsstudio’s geconstrueerd; de band beperkte met de nieuwe werkwijze hun tijdsduur in de studio’s aanzienlijk terug. Het album bevat popmuziek in de indierocksfeer met soms nog een vleug progressieve rock.   
Het album behaalde vrijwel nergens de albumlijsten. Uitzonderingen daarop waren die in Vlaanderen (1 week notering op plaats 193 van 200) en Denemarken (1 week notering op plaats 18). Een promotieconcert in Paradiso kreeg het album niet in de Nederlandse Album top 100.

## Musici
- Jonas Bjerre (zang, gitaar), Johan Wohlert (basgitaar) en Silas Utke Graae Jørgensen (drums) aangevuld met
- Mads Wegner – aanvullende gitaarpartijen
- Sasha Ryabina – achtergrondzang
- Bo Rande – trompet, flugelhorn
- Marius Neset – saxofoons
- Søren Miller – aanvullende toetsen

## Muziek
| Nr. | Titel                                             | Duur |
| --- | ------------------------------------------------- | ---- |
| 1.  | Nothingness and no regrets                        | 4:28 |
| 2.  | The wake of your life                             | 4:41 |
| 3.  | Candy pieces all smeared out                      | 3:37 |
| 4.  | In a better place                                 | 4:40 |
| 5.  | Ay ay ay                                          | 3:41 |
| 6.  | Learn our crystals                                | 5:21 |
| 7.  | Twist quest                                       | 3:19 |
| 8.  | Shoulders                                         | 2:53 |
| 9.  | 85 videos                                         | 4:37 |
| 10. | Zanzibar                                          | 2:04 |
| 11. | Carry me to safety                                | 4:27 |
| 12. | Seeker shivers (bonustrack Japanse persing)       | 2:40 |
| 13. | Heavenly jewel thief (bonustrack Japanse persing) | 4:17 |